# Association nationale des réserves de l'Armée de terre
 (avril 2017).
L'Association nationale des réserves de l'Armée de terre (ANRAT) est l'organisation associative qui regroupe pour la France les douze associations nationales de réservistes d'armes, de spécialités et de services de l'Armée de terre française.

## Historique
L'association nationale des réserves de l’Armée de terre (ANRAT) a été fondée en 1999 à Paris sous le haut patronage du chef d'état-major de l'Armée de terre française, alors le général d'armée Bernard Thorette.

Elle est née d'une volonté commune de l'Institution militaire française et des associations nationales de réservistes de l'Armée de terre en France en vue de fédérer l’ensemble des associations nationales d’armes, de services et de spécialités de l’Armée de terre française regroupant les réservistes opérationnels, citoyens, honoraires, et à la retraite.

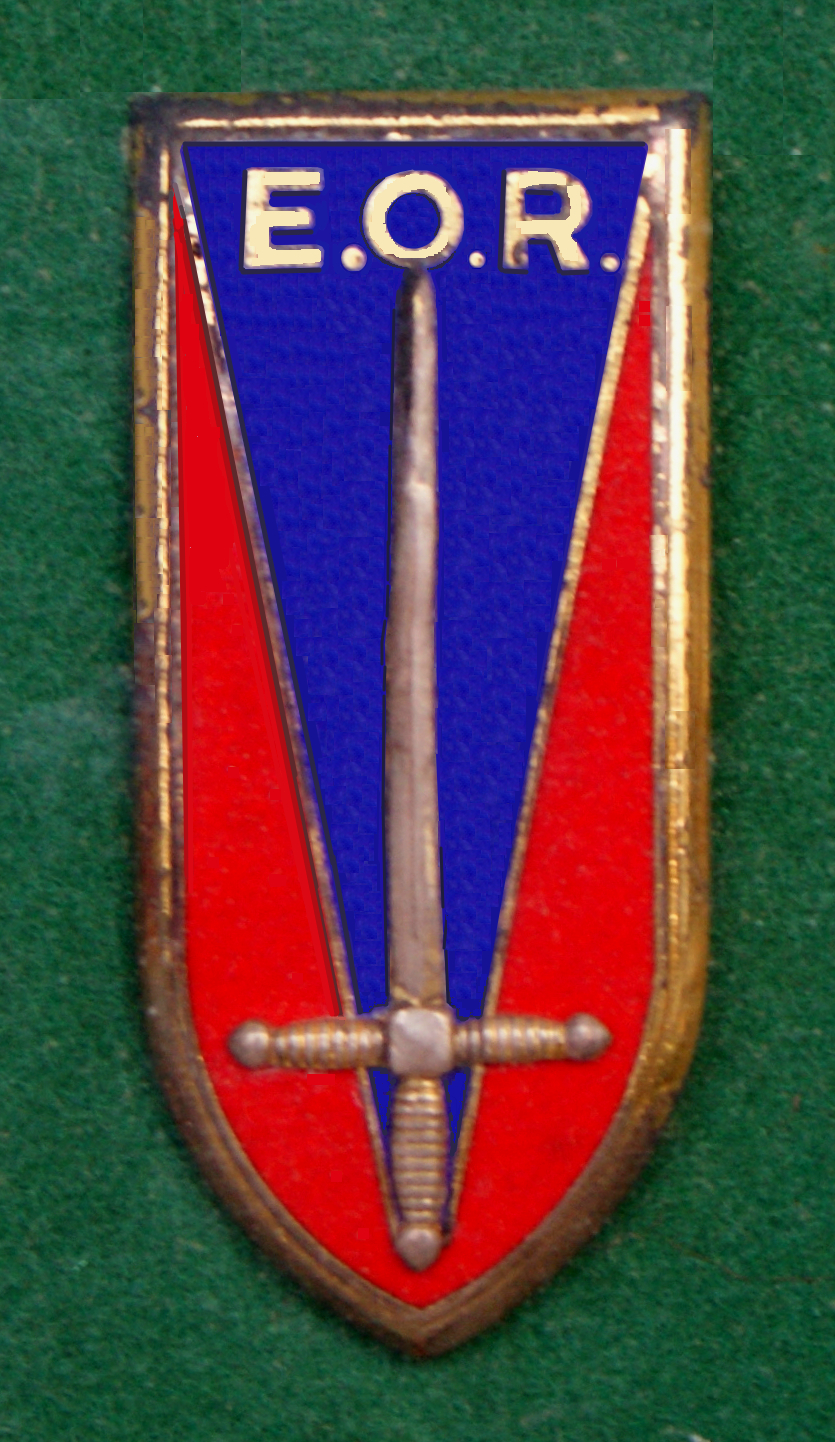
Insigne du peloton "EOR" intégré au 4e bataillon des écoles de Saint-Cyr Coëtquidan.

Son siège social se situe au siège de l'Union nationale des combattants, 18, rue Vézelay à Paris dans le 8e arrondissement.
L’ANRAT est membre du Conseil supérieur de la réserve militaire,(CSRM) au sein du collège des associations nationales de réservistes . À ce titre l'association détient le label de "Partenaire de la Défense" et celui de "Partenaire de la réserve citoyenne".
Elle est affiliée à l'Union nationale des officiers de réserve et organisations de réservistes (d) (UNOR) et représente au sein du bureau de cette union nationale d'associations la composante Armée de terre.

## Devise
Sa devise est « Volontaires et unis pour servir ».

## Buts
Les buts poursuivis par l'ANRAT sont principalement de fédérer et représenter les associations nationales françaises de réservistes d'armes, services et spécialités de l'Armée de terre, de contribuer au maintien et au développement de l’esprit de défense en France et des valeurs qui s’y attachent, et de favoriser l’essor des réserves de l’Armée de terre françaises, leur recrutement et leur information,
L'ANRAT est l’interlocuteur en France du ministère des Armées et plus particulièrement du chef d’état-major de l’Armée de terre, de la commission de la défense nationale et des forces armées de l'assemblée nationale, ainsi que de la commission des affaires étrangères, de la défense et des forces armées du Sénat, pour toutes questions traitant de l’ensemble des réserves de l'Armée de terre.

A ce titre, elle entretient des relations privilégiées avec les écoles de formation de l'Armée de terre et notamment l'Académie militaire de Saint-Cyr Coëtquidan à Guer (Morbihan) pour les officiers de réserve, formés à l'Ecole militaire des aspirants de Coëtquidan (EMAC) - ex 4e bataillon de l'Ecole spéciale militaire de Saint-Cyr (E.S.M. 4), et l'École nationale des sous-officiers d'active de Saint-Maixent (Deux-Sèvres) pour les sous-officiers de réserve.

Armée de Terre française

Elle est également le point de contact, en matière associative des réserves de l'Armée de terre, auprès du commandement terre pour le territoire national français placé sous l'autorité du major général de l'Armée de terre, ainsi que la délégation aux réserves de l'Armée de terre.
Elle contribue ainsi au maintien et au développement du lien armée-nation, notamment par le contact permanent avec l’armée d'active, l’entretien des relations employeurs, réservistes, Armée de terre, familles, et par la participation à tout organisme de réflexion ou d’étude civil ou militaire concernant les réserves militaires en France.
À ces titres elle est associée aux réflexions menées par les plus hautes autorités sur l'avenir de la réserve militaire en général et de l'Armée de terre en particulier et notamment sur le développement en France de la Garde nationale.
Elle contribue à assurer les liens de camaraderie et d’entraide entre ses membres de la communauté Armée de terre, mais également sur le plan interarmées auprès de ses homologues de la Marine nationale, de l'Armée de l'air et de l'espace, du service de santé des armées, de la direction générale de l'Armement, du service de l'énergie opérationnelle et de la gendarmerie nationale au sein de l'union nationale des officiers de réserve et organisations de réservistes dont elle est vice-président Terre.

## Associations nationales françaises de réservistes, membres de l'Anrat
Les associations nationales françaises suivantes sont membres statutaires de l'ANRAT :
- Association nationale des réservistes de l'infanterie (ANORI)[18], rattachée à l'école de l'infanterie de Draguignan (Var)

- Association nationale des officiers de réserve de l'arme blindée et de la cavalerie ("Saumur" ANORABC)[19], rattachée à l'école de cavalerie de Saumur (Maine-et-Loire)

- Association des militaires de réserve de l'artillerie de France (AMRAF)[20], rattachée à l'école de l'artillerie de Draguignan (Var)

- Association nationale des officiers de réserve du génie (ANORG)[21], rattachée à l'école du génie d'Angers (Maine-et-Loire)

- Union nationale des associations des transmissions (UNATRANS)[22], rattachée à l'école des transmissions de Rennes (Ille et Vilaine)

- Réunion des officiers de réserve du service d'état-major (RORSEM)[23], rattachée à l'école supérieures des officiers de réserve spécialistes d'état-major à Paris École militaire

- Association nationale des officiers de liaison et des interprètes de réserve (ANOLIR)[24], rattachée au centre de formation interarmées du renseignement (CFIAR) à Strasbourg (Bas-Rhin)

- Association nationale des officiers du commissariat des armées (ANOCA)[25], rattachée à l'école des commissaires des armées à Salon de Provence (Bouches du Rhône)

- Association des officiers de réserve des corps de l'armement (AORCA)[26], rattachée à la Direction générale de l'armement

- Association nationale des officiers de réserve du service de défense (ANORSD)

Les associations françaises suivantes sont membres associés de l'ANRAT :
- Association des officiers Majore-majorum (AOMM)

- Association Mars-aéro.

## Prix Anrat
L'association décerne chaque année, depuis l'année 2005, le "Prix ANRAT", remis lors de la Commission consultative des réservistes opérationnels de l'Armée de terre française (CCROAT), qui récompense des actions concrètes en faveur des réserves de l'Armée de terre ou bien des actions remarquables réalisées par des réservistes soit individuellement , soit collectivement à travers leur unité.
Depuis sa création, le prix ANRAT et ses accessit ont été attribués aux lauréats suivants :
- Prix ANRAT 2005 : Association des sous-officiers de réserve de Nantes.
- Prix ANRAT 2006 : Union régionale des associations d'officiers de réserve le la région Terre sud-ouest (Bordeaux). 1e accessit : Union des officiers de réserve de la région de Mulhouse. 2e accessit : Association des officiers de réserves de Rouen.
- Prix ANRAT 2007 : 5e compagnie d'intervention et de réserve du 19e régiment de génie (Besançon). 1e accessit : Comité d'organisation civilo-militaire interarmées de la journée nationale du réserviste (Toulouse). 2e accessit : Escadron de circulation routière du 526e bataillon du train (Saint-Germain en Laye).
- Prix ANRAT 2008 : Réserve citoyenne du 2e régiment d'infanterie de marine (Le Mans). Accessit : 5e batterie du 5e régiment d'artillerie (Bitche).
- Prix ANRAT 2009 : Non décerné.
- Prix ANRAT 2010 : Organisation des journées nationales du réserviste par la Région Terre nord-est (Metz). Accessit : Organisation du Raid hivernal de patrouilles alpines[28] par l'association des réservistes de Savoie.
- Prix ANRAT 2011 : Association des officiers et sous-officiers de Calais-Guînes.
- Prix ANRAT 2012 : 5e batterie du 61e régiment d'artillerie (Chaumont).
- Prix ANRAT 2013 : 5e compagnie du 9e régiment d'infanterie de marine (Cayenne). 1e accessit : 1e régiment d'hélicoptères de combat (Phalsbourg).
- Prix ANRAT 2014 : Composante réserve du 152e régiment d'infanterie (Colmar). Accessit : Lettre d'information tactique "Le Sioux".

- Prix ANRAT 2015 : état-major tactique réserve de la brigade de transmissions et d'appui au commandement (Douai). 1e accessit : 5e régiment d'hélicoptères de combat (Pau). 2e accessit : Composante réserve du 3e régiment de hussards (Metz)[29].

- Prix ANRAT 2016 : Conjointement, officier adjoint réserve de la 11e brigade parachutiste (Toulouse), et officier adjoint réserve de la 1re brigade logistique (Montlhéry). 1e accessit : Association des officiers et sous officiers de réserve des Hauts-de-Seine[30]. 2e accessit : 5e batterie du 61e régiment d'artillerie (Chaumont).

- Prix ANRAT 2017 : Capitaine commandant la 10e compagnie du 40e régiment de transmissions (Thionville). 1e accessit : Compléments opérationnels de la 1re division Scorpion (Besançon). 2e accessit : Etat-major tactique réserve de la 9e brigade d'infanterie de marine (Poitiers)[31].
- Prix ANRAT 2018 : Cellule emploi-réserves de la division opérations du commandement des systèmes d'information et communication (Cesson-Sévigné). 1e accessit :  Sergent Yann L. du 40e régiment de transmission (Thionville), pour la réalisation d’un simulateur de plastron télécommandé. Accessit exceptionnel (année du Centenaire 1918) : 24e régiment d'infanterie (Paris Fort de Vincennes) pour la recherche des traces d’anciens soldats du 24e régiment d'infanterie morts au combat durant la première guerre mondiale.
- Prix ANRAT 2019 : Création d'un entraînement mutualisé pour les réservistes de la 27e brigade d'infanterie de montagne (Varces). Accessit : Réservistes de la Délégation militaire départementale de la Somme (DMD 80).
- Prix ANRAT 2020 : Non décerné.

## Présidents successifs de l'ANRAT
Depuis sa création l'ANRAT a été présidée par les officiers de réserve suivants :
- De 1999 à 2000 : colonel Michel Revault d'Allonnes, fondateur, président d'honneur

- De 2000 à 2004 : colonel Philippe Lhermitte, président d'honneur

- De 2004 à 2007 : colonel Pierre Bayle, président d'honneur

- De 2007 à 2010 : colonel Emmanuel de Bossoreille de Ribou, président d'honneur

- De 2010 à 2013 : lieutenant-colonel Emmanuel Nommick, président d'honneur
- De 2013 à 2018 : colonel Michel Bachette-Peyrade, président d'honneur
- Depuis le 13 juin 2018[32] : colonel Jean-Franck Bertin, président.

## Publication
2019 - Les réservistes de l'armée de Terre d'hier à aujourd'hui - Ouvrage collectif sous la direction de la Délégation aux réserves de l'armée de Terre - ECPAD

## Sources
- Associations de réservistes, sur le site du ministère des Armées
- ANRAT sur defensecitoyenne.fr
- Associations de réservistes, sur reserve-citoyenne-paris.org
- Arrêté du 7 octobre 2016 portant attribution de la qualité de partenaire de la réserve citoyenne
- Réservistes : l'Armée de terre explose son budget sur secretdefense.blogs.liberation.fr